# Magdalena Miklasz
Magdalena Miklasz (Turna) -ur. 26 marca 1983 w Krakowie w Nowej Hucie – polska reżyserka teatralna, skrzypaczka, aktorka, żeglarka, pedagog. 

## Życiorys
Jest absolwentką Akademii Sztuk Teatralnych im. St. Wyspiańskiego w Krakowie, Wydziału Reżyserii Dramatu, oraz Akademii Teatralnej im. Aleksandra Zelwerowicza, Wydziału Sztuki Lalkarskiej w Białymstoku. Reżyseruje spektakle dla dorosłych i dla dzieci w teatrach w całej Polsce. Przez 11 lat była pomysłodawcą i organizatorem spektakli plenerowych w Dynowie, które angażowały do wspólnego działania mieszkańców miasteczka oraz artystów z całej Polski. Wykładała w Warszawskiej Szkole Filmowej na Wydziale Aktorskim i w Akademii Teatralnej im. Aleksandra Zelwerowicza na Wydziale Sztuki Lalkarskiej w Białymstoku.
Jej brat Adam Miklasz jest prozaikiem, dziennikarzem, scenarzystą.

## Realizacje teatralne
- 2023: Pasztety do boju; Clémentine Beauvais; Teatr Komedia w Warszawie
- 2022: Żyję! Ł. Zaleskiego; Spektakl zrealizowany w ramach Programu Integracyjnego Uczelni Artystycznych Wrocławia[3]
- 2022: Niekończąca się historia Ende/Podstawny; Teatr Rampa w Warszawie
- 2021: Kantor tu jest; Latający Teatr Kantorowi
- 2021: Darwin albo dzieci ewolucji Ł. Zaleskiego; AT Wydział Sztuki Lalkarskiej w Białymstoku
- 2020: Pani Dalloway wg V.Woolf; Teatr Dramatyczny m.st. Warszawy
- 2020: Piotruś Pan i Jakub Hak M. Podstawnego wg J. Verne; Teatr im. J.Słowackiego w Krakowie
- 2019: Kapitan Nemo. 20 000 mil podmorskiej żeglugi. J. Verne; Teatr Pinokio w Łodzi
- 2019: Być jak Beata Żelisławski/Domalewski; Teatr Współczesny w Szczecinie
- 2019: Trzy Kobiety; I część; Teatr im. J. Słowackiego w Krakowie
- 2018: Ferdydurke W. Gombrowicza; Teatr Dramatyczny m.st. Warszawy
- 2017: „Iwona Księżniczka Burgunda” W. Gombrowicza; Teatr Nowy im. T. Łomnickiego w Poznaniu
- 2017: „Łauma, czyli czarownica” wg komiksu Karola Kalinowskiego; Teatr im. J. Szaniawskiego w Wałbrzychu
- 2017: „Alicja w krainie czarów” wg L. Carrolla; Teatr Syrena w Warszawie
- 2016: „Tajemnice Wesela 1900” wg S. Wyspiańskego; Teatr im. J. Słowackiego w Krakowie
- 2016: Trzy siostry A. Czechowa, Teatr im. Wandy Siemaszkowej w Rzeszowie
- 2015: NH Wonderland spektakl wydarzenie plenerowe, Teatr Łaźnia Nowa
- 2015: Tutaj jest wszystko według Książki wszystkich rzeczy Guusa Kujiera, Teatr Dramatyczny w Wałbrzychu[4]
- 2014: Avenue Q musical R. Lopeza i J. Marxa[5]
- 2014: Łestern M. Miklasz i A. Miklasz - Widowisko plenerowe w Dynowie
- 2014: Mistrz i Małgorzata M. Bułhakowa, Teatr Malabar Hotel/ Teatr
- 2013: Dom Bernardy Alba F. G. Lorca, Teatr Nowy w Poznaniu[6]
- 2013: Sen nocy letniej W. Szekspira - Widowisko plenerowe w Dynowie[7]
- 2012: Siła Przyzwyczajenia Thomasa Bernharda, Teatr Ateneum w Warszawie
- 2012: Sprawa Dantona Samowywiad według dramatu i listów S. Przybyszewskiej Teatr Malabar Hotel, premiera w Teatrze Polskim w Warszawie[8]
- 2011: Przemiana według Franza Kafki, Narodowy Stary Teatr w Krakowie
- 2011: Ferdydurke – Pole Walki według W. Gombrowicza, dyplom studentów IV roku PWST w Krakowie
- 2011: Księga Raju według Icyka Mangera - Widowisko plenerowe w Dynowie
- 2010: Dlaczego dziecko gotuje się w mamałydze według Aglai Veteranyi Teatr Dramatyczny w Warszawie
- 2010: Bądź mi opoką B. Keeffe, PWST w Krakowie Dramatyczny w Warszawie
- 2010: Opera za trzy grosze K. Weilla i B. Brechta
- 2008: Alicja w krainie czarów Lewisa Carrolla - Widowisko plenerowe w Dynowie
- 2007: Skrzypek na dachu według libretta J. Steina, dramatu „Kadisz” G. Gorina i powieści Tewje Mleczarz Sz. Alejchema - Widowisko plenerowe w Dynowie
- 2004: Sen nocy letniej W.Szekspira - Widowisko plenerowe w Dynowie